# Nagai, Yamagata
Nagai (長井市 Nagai-shi) là một thành phố thuộc tỉnh Yamagata, Nhật Bản.